# Franco Ferlenga
Franco Ferlenga (Castiglione delle Stiviere, 22 marzo 1916 – Castiglione delle Stiviere, 5 febbraio 2004) è stato un pittore, scultore e architetto italiano.

## Biografia
Nato a Castiglione delle Stiviere, in provincia di Mantova, il 22 marzo 1916, fin dalla giovane età iniziò la sua attività artistica, diplomandosi nel 1939 presso l'Accademia di Brera a Milano.
Successivamente frequentò il Politecnico della città, mosso da un crescente interesse per l'architettura.
Quelli della seconda guerra mondiale furono per Ferlenga prima gli anni del servizio militare e poi gli anni della Resistenza.
Nel dopoguerra vinse alcuni concorsi e realizzò grandi cicli di opere e dagli anni sessanta.
Nel 1978 il Presidente della Repubblica Sandro Pertini lo nominò Cavaliere della Repubblica per meriti culturali.
Nel 1989 dipinse la pala d'altare per il Duomo di Castiglione delle Stiviere.
All'artista nel 2006 è stata dedicata una  mostra antologica, comprensiva di 150 opere, a Palazzo Menghini di Castiglione delle Stiviere.
| Controllo di autorità | VIAF (EN) 47936563 · ISNI (EN) 0000 0000 5385 4924 · LCCN (EN) no2007045987 · GND (DE) 132908239 |